# زجيرز
زجيرز[zɡʲɛʂ] وصلة=|حول هذا الصوت هي مدينة في وسط بولندا، تقع في شمال لودز وفي جزء من منطقة العاصمة المتمركزة في تلك المدينة. اعتبارا من عام 2016 كان عدد سكانها 56,929. 
تقع زجيرز في محافظة لودز (منذ 1999)؛ التي كانت سابقا في محافظة مترو لودز (1975-1998). وهي عاصمة مقاطعة زجيرز.
زجيرزهي واحدة من أقدم المدن في بولندا الوسطى. التي حصلت على حقوق المدينة الخاصة بها عام 1288.
قبل الحرب العالمية الثانية، كان لدى زيرز مجتمع يهودي مزدهر يبلغ حوالي 4000 . عندما احتل الألمان المدينة، بدأوا في اضطهاد اليهود بمساعدة الألمان المحليين. تم إحراق الكنيس وتم اختطاف اليهود من الشوارع لاجبارهم على العمل. حاول الكثيرون الفرار من المدينة رغم عودة بعضهم. في ديسمبر 1939 ابعد الألمان 2500 من اليهود إلى جلونو في جينرالفيرمينت، احتل النازيون جزءًا من بولندا. كان هناك أقل من 100 يهودي متخلفين، ومعظمهم كانوا من الحرفيين والذي يعتقد أنهم قد يكونوا مفيدين للألمان. في عام 1942 تم ترحيل هؤلاء اليهود إلى حي لودش اليهودي. يعتبر هذا التاريخ غير معتاد لأنه لم يتم الإبلاغ عن عمليات قتل جماعي في زغيرز. بالطبع، فإن اليهود الذين تم ترحيلهم إلى لودز وجلونو حوصروا في مصير تلك المجتمعات، لاحقًا تم ترحيل معظمهم إلى معسكر القتل في تريبلينكا. نجا ما يقارب 350 يهوديًا من سكان زيرز من الحرب ولكنهم لم يعودوا إلى المدينة.

## علاقات دولية

### المدن التوأم - المدن الشقيقة
Zgierz توأمة مع:
- Glauchau، Germany
- هدمزوفازارهلي، Hungary
- Kežmarok، Slovakia[6]
- Kupiškis، Lithuania
- Manevychi، Ukraine
- Orzysz، Poland
- Supraśl، Poland[7]

## روابط خارجية
- مدينة زجيرز
- www.miastozgierz.pl - بوابة مستقلة